# Квятковский, Тадеуш
Тадеуш Квятковский (пол. Tadeusz Kwiatkowski; 1920 — 2007), псевдонимы Noël Randon и Randoński Wigiliusz — польский писатель, сценарист, театральный критик, сатирик и драматург.

## Биография
Окончил факультет польской науки и истории искусств Ягеллонского университета. Дебютировал в 17 лет публикациями в журнале «Школьное время» (пол. «Szkolne czasy»), был членомом театрального кружка «Студия 38», активистом андеграунда. Во время Второй мировой войны с 1942 до 1943 был соредактором подпольно выходившего журнала «Литературный ежемесячник». С 1944 до 1945 находился в тюрьме штаб-квартиры гестапо в Кракове. После войны служил заведующим литературной частью художественного театра в Кракове, в 1954-1956 и 1971-1978 был директором и художественным руководителем Театра сатиры (позднее — Театра эстрады). В 1960-х стал одним из основателей литературного кабаре «Jamie Michalika». Как театральный критик печатался в изданиях «Dziennik Polski», «Tygodnikiem Powszechnym», «Przekrojem», «Życiem Literackim». Являлся членом Ассоциации писателей Польши и ПЕН-клуба. Похоронен на Раковицком кладбище.

## Творчество

### Книги
- 1946 - Lunapark - Луна-парк
- 1953 - Gwiazda brazylijskiego nieba
- 1953 - Kłopoty z talentem
- 1953 - O złych krukach i białym gołąbku: widowisko w 5 aktach (соавторы: Кароль Шпальски, Мариан Залуцкий);
- 1954 - Siedem zacnych grzechów głównych - Семь смертных грехов
- 1955 - Pomnik na miarę
- 1957 - Załoga Dziewięciu serc
- 1962 - Ten cudny Paryż
- 1963 - Pod Szlachetnym Koniem: powieści i opowiadania (псевдоним Вергилиуш Рандоньски, соавторы: Морис С. Эндрю, Джо Алекс);
- 1965 - Baba z piekła rodem
- 1965 - Klatka
- 1972 - Igła w stogu siana
- 1972 - Przerwany mec
- 1979 - Trudne narodziny mężczyzny
- 1979 - Turysta
- 1982 - Niedyskretny urok pamięci
- 1986 - Płaci się każdego dnia
- 1987 - Od kuchni: anegdoty literackie
- 1990 - Szeptanka
- 1995 – Panopticum
- 1997 - Siedem znanych grzechów głównych.

### Под псевдонимом Ноэль Рандон
- 1959 - Dwie rurki z kremem - Две трубочки с кремом (Чёрная пелерина)
- 1959 - Donoszę Ci, Luizo
- 1960 - Prezent, który kosztował śmierć - Подарок, стоимость которого смерть
- 1961 - Cały ogień na laleczkę
- 1962 - Zbrodnia na konkurs – Преступление на конкурсе

### Театральные постановки
- „Kot w butach" - Teatr „Groteska"
- „Przedszkole miłości" - Teatr im. J. Słowackiego
- „Dwie wdowy" - Teatr im. J. Słowackiego
- „Szczęście rodzinne" - Teatr Kameralny
- „Romek i Julka" - Teatr Bagatela

### Сценарии кинофильмов
- Oszolomienie (1989)
- Janosik (1974)
- Janosik (телесериал)
- Wiktoryna czyli czy Pan pochodzi z Beauvais? (TV movie) (1971)
- Rekopis znaleziony w Saragossie (1965) – Рукопись, найденная в Сарагосе
- Zacne grzechy (1963)